# Dieter Teipel
Dieter Teipel (* 1947) ist ein deutscher Sportpsychologe und Hochschullehrer.

## Leben
Der gebürtig aus dem Sauerland stammende Teipel studierte an der Deutschen Sporthochschule Köln (DSHS). Dort schloss er 1979 seine Doktorarbeit sowie 1987 seine Habilitation (Thema: „Diagnostik koordinativer Fähigkeiten: eine Studie zur Struktur und querschnittlichen betrachteten Entwicklung fein- und grobmotorischer Leistungen“) ab.
Von 1987 bis 1992 hatte er in Köln eine Professur für Sportpsychologie inne, anschließend weilte er bis 1993 als Gastprofessor an der Universität Tsukuba in Japan. 1993 trat er an der Friedrich-Schiller-Universität Jena eine Professorenstelle für Sportpsychologie/Sportmotorik an, welche er bis zu seinem Eintritt in den Ruhestand 2013 besetzte.
Er befasste sich in der Forschung unter anderem mit den Themen „Interaktion zwischen Trainern und Athleten im Behinderten-Leistungssport“, „Beanspruchung von Trainern im Fußball“, „Ärgerkontrolle im Judo“, „Aufmerksamkeitsregulation im Badminton“, Gleichgewichtsfähigkeit und „Beanspruchung von Schiedsrichtern und Schiedsrichterinnen im Fußball“. Als Sportpsychologe war Teipel zudem in der Ausbildung von Fußball-Trainern und -schiedsrichtern tätig.